# Deve Govda
Haradanahalli Doddegauda Dévé Gauda (* 18. května 1933) je indický politik. V letech 1996–1997 byl premiérem Indie. Roku 1996 byl též krátce ministrem domácích záležitostí. Předtím, v letech 1994–1996 byl hlavním ministrem indického státu Karnátaka. Je představitelem vlivné zemědělské komunity Vokkaliga a předsedou politické strany Džanta dal (Secular).